# 258 (tal)
258 är det naturliga talet som följer 257 och som följs av 259.

## Inom vetenskapen
- 258 Tyche, en asteroid.

## Inom matematiken
- 258 är ett jämnt tal.
- 258 är ett Ulamtal.